# Cho Seung-hui
Cho Seung-hui (Seül, 18 de gener de 1984 - Blacksburg, Virgínia, 16 d'abril de 2007) fou un estudiant sud-coreà autor de la matança de Virgínia Tech.

## Biografia
Cho va néixer el 18 de gener de 1984 a Seül (Corea del Sud). La seva família vivia a la capital sud-coreana en un apartament de lloguer. Cho va emigrar als Estats Units als vuit anys amb seus pares i la seva germana gran. Segons la universitat Virgínia Tech, Cho era un estudiant d'anglès que es trobava al seu últim curs. Tenia un permís de residència com estudiant sud-coreà i resident estranger als Estats Units.

## La Matança a Virgínia Tech
Article principal: Matança a Virgínia Tech

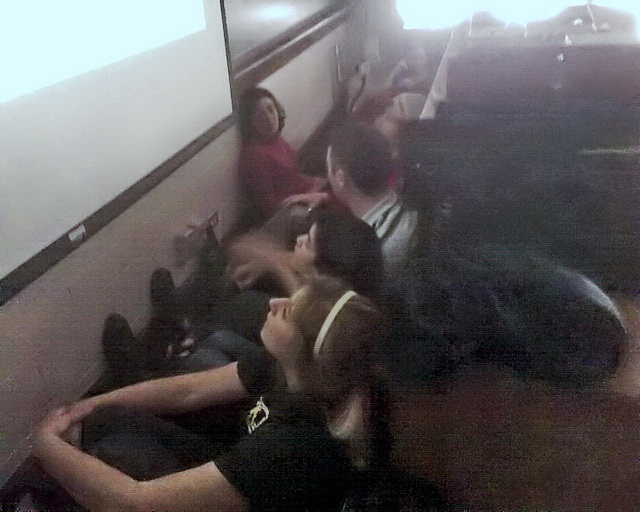
Estudiants durant el moment del tiroteig

El 16 d'abril de 2007, Cho va matar 32 persones abans de suïcidar-se en el campus de la universitat situat a la ciutat estatunidenca de Blacksburg, a l'estat de Virgínia. Segons la cadena de televisió ABC, Cho va deixar una nota en una habitació de la residència d'estudiants on va matar dos estudiants, per tornar després a la seva pròpia habitació a rearmar-se i entrar en una aula d'un edifici a l'altre costat del campus per seguir el seu atac. Es va confirmar la identitat de Cho per les empremtes digitals sobre les armes usades en l'atac, empremtes que van ser comparades amb els seus documents d'immigració.

### Fets relacionats
- Durant el període entre les primeres morts i el tiroteig, Cho envià un vídeo gravat a la cadena NBC News en el qual assegurava, que el tracte que la societat, i en especial de la comunitat universitària, havien tingut amb ell, l'havien forçat a prendre aquesta decisió.
- En un primer moment, es creia que Cho era el nuvi de la seva primera víctima, Emily Hilscher, i que els problemes en la seva presumpta relació havia estat el motiu del crim. Tanmateix, sembla que fou l'obsessió de Cho el que determinà que Hilscher fos la seva primera víctima.
- Les paraules "Ismail Ax", el remitent utilitzat per enviar el vídeo, van ser trobades escrites al seu braç amb tinta vermella.

## Comportament
La gent que el coneixia el descrivia com un noi solitari que amb prou feines parlava, i quan ho feia, feia servir sempre frases molt curtes. Els seus professors i companys de classe van assegurar que els treballs escrits que presentava tenien una forta càrrega d'odi i violència.
Nombrosos estudiants que el coneixien afirmaren que prenia el malnom de Question mark (en anglès: signe d'interrogació). Una estudiant, assegurà que el primer dia de classe de literatura, es va fer circular una llista d'estudiants; en comptes del seu nom i cognom, Cho només va posar el símbol «?».
Una vegada després d'haver estat rebutjat per una dona que li agradava va pensar a suïcidar-se, segons el testimoni dels seus companys d'habitació. Els seus professors i companys també asseguraren, que Cho es dedicava a treure fotos de noies amb el seu telèfon mòbil i que les assetjava. Aquests fets foren també confirmats per la policia.